# قائمة الأفلام المصرية سنة 2006
هذه قائمة بالأفلام المصرية لسنة 2006 مرتبة أبجديا
| اسم الفيلم          | إخراج           | بطولة | ملاحظات                |
| ------------------- | --------------- | --- | ---------------------- |
| 1/8 دستة أشرار      | رامي إمام       | محمد رجب - نيكول سابا - ياسمين عبد العزيز - خالد صالح                                                                                         |                        |
| 90 دقيقة            | إسماعيل فاروق   | سامو زين - غادة عبد الرازق - زينة - أحمد هارون                                                                                                |                        |
| آخر الدنيا          | أمير رمسيس      | يوسف الشريف - نيللي كريم - هيدي كرم |                        |
| أوقات فراغ          | محمد مصطفى      | أحمد حاتم - كريم قاسم - عمرو عابد - أحمد حداد - راندا البحيري - صفا عز الدين - حنان يوسف                                                      |                        |
| أيظن                | أكرم فريد       | مي عز الدين - حميد الشاعري - ميرنا المهندس - حسن حسني - محمد شومان - عزت أبو عوف - مروى - هالة فاخر                                           |                        |
| الرهينة             | ساندرا نشأت     | أحمد عز - ياسمين عبد العزيز - نور - صلاح عبد الله - ماجد الكدواني                                                                             |                        |
| العيال هربت         | مجدي الهواري    | حمادة هلال - شريف رمزي - محمد نجاتي - ماجد الكدواني - بشرى - ميرنا المهندس - صلاح عبد الله                                                    |                        |
| الغواص              | فخر الدين نجيدة | عامر منيب - داليا البحيري - حسن حسني - سامي العدل - أحمد هارون - غادة عبد الرازق - يوسف داود                                                  |                        |
| الفرقة 16 إجرام     | حامد سعيد       | ريكو - عصام كاريكا - أميرة فتحي - صلاح عبد الله - حجاج عبد العظيم - وحيد سيف                                                                  |                        |
| ايه النظام          | حاتم موسى       | نشوى مصطفى - عمرو مهدي - إيناس النجار |                        |
| بالعربي سندريلا     | كريم ضياء الدين | ريهام عبد الغفور - أحمد هارون - عمرو مهدي - حسن حسني - بوسي سمير - هالة فاخر                                                                  |                        |
| جعلتني مجرما        | عمرو عرفة       | أحمد حلمي - غادة عادل - حسن حسني - ريهام عبد الغفور                                                                                           |                        |
| حليم                | شريف عرفة       | أحمد زكي - جمال سليمان - هيثم أحمد زكي - منى زكي - سلاف فواخرجي - عزت أبو عوف                                                                 | آخر فيلم قدمه أحمد زكي |
| خيانة مشروعة        | خالد يوسف       | هاني سلامة - مي عز الدين - سمية الخشاب - هشام سليم                                                                                            |                        |
| زي الهوا            | أكرم فريد       | خالد النبوي - داليا البحيري - ريهام عبد الغفور - غادة عبد الرازق - مروة عبد المنعم                                                            |                        |
| ظاظا                | علي عبد الخالق  | هاني رمزي - كمال الشناوي - أميرة فتحي - زينة - خيرية أحمد                                                                                     |                        |
| ظرف طارق            | وائل إحسان      | أحمد حلمي - نور - مجدي كامل - ميس حمدان - خالد الصاوي                                                                                         |                        |
| عبده مواسم          | وائل شركس       | محمد لطفي - علا غانم |                        |
| على الهوا           | إيهاب لمعي      | فاطمة ناصر - مي القاضي - حسام داغر - مؤمن نور                                                                                                 |                        |
| عليا الطرب بالتلاتة | أحمد البدري     | دينا - ريكو - محمد عطية - سعد الصغير - ريهام عبد الغفور                                                                                       |                        |
| عمارة يعقوبيان      | مروان حامد      | عادل إمام - نور الشريف - يسرا - إسعاد يونس - سمية الخشاب - هند صبري - أحمد بدير - أحمد راتب - خالد الصاوي - خالد صالح - محمد إمام - باسم سمرة |                        |
| عن العشق والهوى     | كاملة أبو ذكري  | أحمد السقا - منى زكي - غادة عبد الرازق - منة شلبي - بشرى - طارق لطفي - مجدي كامل - خالد صالح                                                  |                        |
| عودة الندلة         | سعيد حامد       | عزت أبو عوف - عبلة كامل - غادة عبد الرازق |                        |
| في محطة مصر         | أحمد نادر جلال  | كريم عبد العزيز - منة شلبي |                        |
| قص ولصق             | هالة خليل       | شريف منير - حنان ترك - فتحي عبد الوهاب - مروة مهران                                                                                           |                        |
| قصة الحي الشعبي     | أشرف فايق       | نيكول سابا - طلعت زكريا - سعد الصغير |                        |
| كامل الأوصاف        | أحمد البدري     | عامر منيب - حلا شيحة - علا غانم - حسن حسني - رجاء الجداوي - خالد سرحان - إيمي - أحمد سعيد عبد الغني                                           |                        |
| كتكوت               | أحمد عواض       | محمد سعد - هبة السيسي - حسن حسني - محمد وفيق                                                                                                  |                        |
| كلام في الحب        | علي إدريس       | يسرا - هشام سليم - عمرو واكد - حنان ترك |                        |
| كود 36              | أحمد سمير فرج   | مصطفى شعبان - مايا نصري - سامح حسين - أحمد سعيد عبد الغني - منى المراغي - يوسف فوزي                                                           |                        |
| لخمة راس            | أحمد البدري     | أشرف عبد الباقي - سعد الصغير - أحمد رزق |                        |
| لعبة الحب           | محمد علي        | خالد أبو النجا - هند صبري - بسمة - بشرى |                        |
| ما تيجي نرقص        | إيناس الدغيدي   | يسرا - عزت أبو عوف - تامر هجرس - هالة صدقي - طلعت زين                                                                                         |                        |
| مفيش غير كده        | خالد الحجر      | نبيلة عبيد - خالد أبو النجا - سوسن بدر - أروى جودة                                                                                            |                        |
| ملك وكتابة          | كاملة أبو ذكري  | محمود حميدة - هند صبري - خالد أبو النجا |                        |
| مهمة صعبة           | إيهاب راضي      | طارق علام - دنيا عبد العزيز - مجدي كامل - علا غانم - خالد الصاوي                                                                              |                        |
| واحد من الناس       | أحمد نادر جلال  | كريم عبد العزيز - منة شلبي - بسمة - عزت أبو عوف - أحمد راتب - محمود الجندي                                                                    |                        |
| وش إجرام            | وائل إحسان      | محمد هنيدي - لبلبة - بشرى - خالد زكي |                        |